# Kék madár (Erdély)
Kék madár – a népművelés jegyében fogant sajátos színpadi műfaj, mely a népi alkotóerő és szellem gyümölcsöztetésére irányította a közfigyelmet. Elnevezését Maurice Maeterlinck franciául író belga-flamand író A kék madár c. szimbolikus mesedrámájának európai sikere óta viseli.

## Története az erdélyi magyar irodalomban
Az erdélyi magyarok körében az egyetemes emberit a helyi sajátosság tudatos hangsúlyozásával kifejező művészet megvalósítására az 1930-as években a székely írócsoport tagjai vállalkoztak. Róluk írta Ligeti Ernő, hogy eszményi tervük "a szociális problémák radikális úton való megoldása. [...] Vártuk, hogy felszínre hozzák a székely népnek mint kollektívumnak valódi mélységeit [...] székely színpadot is vártunk, egy új »kék madár« együttest, amely a székely népköltészet remekeit dramatizáltan elénk hozza és a székely zene és dekoratív művészet igénybevételével egy modern és mégis népies forrásokból táplálkozó külön játszóstílust teremt meg."
A kék madár-kísérletnek már Ferenczy Gyula 1926-ban alakult székelyföldi vándorszíntársulata utat tört, s jellemző az irányzat politikumára és népi gyökereire, hogy az első figyelemre méltó ilyen természetű rendezvény a Kolozsvári Magyar Színház műsorán a parasztpolitikus Bárdos Péter A gyújtogató c. négyfelvonásos eredeti népszínmű-daljátékához fűződik, amely egy falusi szerelmespár sorsán át eleveníti fel az erdélyi táj múlt század végi népéletét (1932). A sajátos vonulat következő figyelemre méltó drámai alkotása már hivatásos íróé. 1933-ban mutatta be egy műkedvelő csoport Kolozsvárt Nyirő József Júlia szép leány c. népi drámáját Keresztes Károly zenéjével. A verses darab három székely balladából összeállított mű, középpontjában a boldogságkeresés motívuma áll, vagyis "a székely kék madár gondolata", ahogy Szentimrei Jenő fogalmaz az előadásról írott bírálatában.
Jelentős állomás a tordaszentlászlói kőművesmester Györkös Ferenc A szentlászlói vőlegény c. népi játéka (1935): ő falujának lakodalmi szokásaiból kiindulva, eredeti rigmusokat, népdalokat felhasználva írta meg játékát; művét Szabédi László stilizálta. A bemutatóról írt kritika jellemző a kék madár drámaelméleti kérdéseire: "ügyes megjelenítőkészség a valódiság naiv és friss ízével."
A kék madár vonulatához tartozó drámapróbálkozások során a népi szemlélet közvéleményt irányító szellemi erővé vált: a hivatásos színházművészet is megújulásának lehetőségét üdvözölte az irányzatban. Az új dramaturgia nyomán új játékstílust próbáltak kialakítani. Kádár Imre rendezésében, Kós Károly díszleteivel és jelmezterveivel, kalotaszegi környezetben vitték színre Kolozsvárt Kacsóh Pongrác János vitézét (1934). A darabhoz Dsida Jenő szerzett előjátékot; ugyancsak ő írt bírálatot is az előadásról, és megfogalmazta a kék madár-dráma lényegét. Ez az ars poetica semmiképpen sem értelmezhető regionális elzárkózásnak.
Az eddig említett színművek is jelezték már, hogy a fő ihlető forrás a népköltészet, ennek pedig jellemző vonása éppen a sajátos jegyek és a szürrealista módon stilizált általános emberi vonások szintézise. Szép példája ennek Szentimrei Jenő dramaturgiai tevékenysége: Sirató c. egyfelvonásos komédiája (1930), közreműködése a Kecseti Kaláka létrejöttében (1934), majd a kalotaszegi népköltészet reprezentatív montázsa, a Csáki bíró lánya c. darab, melyben nemcsak eredeti népszokás, néptánc, népdal került előadásra egy meghatározott vidékről való történet keretében, hanem az emberi cselekedetek lelki motivációjának általános törvényszerűsége is feltárult. A darab könyv alakban Kalotaszegi ballada c. alatt jelent meg (Kolozsvár, 1936).
A kék madár átütő drámai sikerei nyomán a Kolozsvári Magyar Színház föl akarta támasztani a népszínművet, és ennek jeles alkotásait időszerű átdolgozásnak vetette alá. Előadták Szigligeti Cigány c. népszerű darabját jellegzetes erdélyi környezetben és erdélyi népdalokkal.
Eredeti bemutatóként 1935-ben színre került Gaál Alajos gyergyóditrói orvos és lapszerkesztő Dávid Istvánnal közösen szerzett Székely guzsalyos c. népi daljátéka, mely három egyfelvonásosból állt (Egy csepp eszük sincs az uraknak; A levél; Tehetségek előre).
A kék madár-féle drámairányzat etikumából és esztétikumából nőtt ki Tamási Áron művészete. Ember és természet, sorsformáló értelem és ösztön, bölcselet és népi hitvilág társításával a reális és irreális emberi szituációk határeseteit teremtette meg, s ezek egy nemzetiség s az ember önismeretének jelképeivé váltak. Tamási drámái – gondoljunk az Énekes madár örök érvényű klasszicitására – sajátos népi jellegű irodalmunk és az egyetemes életérzés eggyé olvasztásának már világirodalmi szinten mérhető eredményét jelzik.
A kék madár-kísérletezés népszerűségét és általános jelentőségét ismerhetjük fel abban is, hogy az az 1970-es években felújult az iskolai színjátszás, műkedvelés, népi együttesek gyakorlatában. Jellemző példa, hogy Bánffyhunyadon színpadi ballada-feldolgozásokban, az országjáró kovásznai diákok Tamási-bemutatóiban éppen úgy él az erdélyi kék madár, mint a színházak műsorpolitikájában.